# Rhopus semiapterus
Rhopus semiapterus är en stekelart som först beskrevs av Mercet 1921.  Rhopus semiapterus ingår i släktet Rhopus och familjen sköldlussteklar. Inga underarter finns listade i Catalogue of Life.